# Ibrahim Olanrewaju
Ibrahim Olanrewaju Obayomi (sinh ngày 9 tháng 9 năm 1992) là một cầu thủ bóng đá người Nigeria thi đấu cho Marítimo B.

## Sự nghiệp câu lạc bộ
Anh ra mắt tại Giải bóng đá vô địch quốc gia Bồ Đào Nha cho Marítimo vào ngày 21 tháng 8 năm 2011 khi vào sân từ hiệp hai trong thất bại 0–2 trước Braga.